# François Martin (gouverneur)
Pour les articles homonymes, voir François Martin et Martin.
François Martin, né en 1634 à Paris et mort le 30 décembre 1706 à Pondichéry ; inhumé le 31 décembre 1706 dans la forteresse du fort Saint-Louis de Pondichéry, il est considéré comme le fondateur de Pondichéry, établissement français de Inde. 

## Biographie
Engagé comme simple commis par la Compagnie des Indes il embarque dans la première expédition avec François Caron en 1665. Il passe par Fort Dauphin et dirige des expéditions militaires périlleuses vers l'intérieur de Madagascar à partir de la côte orientale. Après l'Île Bourbon et Surate, il est envoyé à Golconde (Hyderabad) et à Masulipatnam. Ce premier comptoir français sur la Côte de Coromandel avait été établi par la Compagnie par l'entremise de l'agent Marcara, un Arménien au service de la France. A Masulipatnam, François Martin supplante l'influent et habile Marcara, non sans difficultés ; ce dernier est mis aux arrêts et expulsé pour rendre compte de sa gestion en France. 
Martin et la plupart de ses hommes quittent le comptoir de Masulipatnam en 1674 juste avant qu'il ne soit détruit et pillé ; peu de temps après l'agent français Malfosse est massacré par les troupes du roi de Golconde, en représailles à la prise de St Thomé par la flotte française de l'Amiral Blanquet de La Haye. Martin participe ensuite à la défense du fort de St Thomé assiégé par les armées de Golconde. Il quitte St Thomé sur ordre de l'amiral Blanquet de la Haye peu avant la reddition d'août 1674. Arrivé en janvier 1674 à Pudducherry dans ce qui n'était encore qu'un simple village de pêcheurs, François Martin succède à Louis-Auguste Bellanger de l'Espinay. ll prend en charge le comptoir du futur Pondichéry, et s'emploie d'abord à envoyer des vivres et des fonds aux Français assiégés dans St Thomé. Après la chute de St Thomé, il fortifie Pondichéry dès en 1681 et développe la ville.
En septembre 1693, les Hollandais occupent Pondichéry après une brève défense. Martin et ses hommes sont emmenés à Batavia. Il réussit à négocier son retour et trouve refuge avec sa famille à Chandernagor jusqu'en 1699.
François Martin est l'auteur de Mémoires, en trois tomes. 

## Sources et bibliographie
- Louis-Gabriel Michaud, Biographie universelle ancienne et moderne, Volume 27 sur Google Livres, Desplaces, Paris, 1860, pp. 121-124